# Dr. Jekyll and Mr. Hyde (film din 1931)
Dr. Jekyll și Mr. Hyde (titlu original: Dr. Jekyll and Mr. Hyde) este un film SF, de groază, american din 1931 regizat de Rouben Mamoulian. În rolurile principale joacă actorii Fredric March, Miriam Hopkins, Rose Hobart, Holmes Herbert.

## Distribuție
- Fredric March ca Dr. Henry Jekyll / Mr. Edward Hyde
- Miriam Hopkins ca Ivy Pearson
- Rose Hobart ca Muriel Carew
- Holmes Herbert ca Dr. John Lanyon
- Halliwell Hobbes ca Brigadier General Sir Danvers Carew
- Edgar Norton ca Poole
- Tempe Pigott ca Mrs. Hawkins
- Douglas Walton ca Blonde Student